# Peter Kleščík
Peter Kleščík (Čadca, 18 september 1988) is een Slowaaks voormalig voetballer die doorgaans speelde als centrale verdediger. Tussen 2007 en 2021 was hij actief voor AS Trenčín, 1. FK Příbram en Chojniczanka.

## Clubcarrière
Kleščík speelde in de jeugd van amateurclubs Raková en FK Čadca. Uiteindelijk kwam de verdediger in de opleiding van AS Trenčín terecht. In 2007 maakte hij zijn debuut voor het eerste elftal toen hij op 23 mei 2007 in de basis mocht beginnen tegen MŠK Žilina (5–0 verlies). Hier vormde hij het gehele duel een duo centraal achterin met Csaba Horváth. Vanaf het seizoen 2007/08 was Kleščík een vaste waarde bij de Slowaakse club. In het seizoen 2014/15 werd hij met Trenčín landskampioen en won hij de beker. Ook in het seizoen erop werden beide prijzen binnengehaald. In januari 2020 verkaste Kleščík transfervrij naar het Tsjechische 1. FK Příbram. Ruim een jaar later nam Chojniczanka hem over. In de zomer van 2021 besloot Kleščík op tweeëndertigjarige leeftijd een punt te zetten achter zijn actieve loopbaan.

## Clubstatistieken
| Seizoen | Club          | Competitie   | Competitie | Competitie | Beker | Beker | Internationaal | Internationaal | Totaal | Totaal |
| Seizoen | Club          | Competitie   | Wed.       | Dlp.       | Wed.  | Dlp.  | Wed.           | Dlp.           | Wed.   | Dlp.   |
| ------- | ------------- | ------------ | ---------- | ---------- | ----- | ----- | -------------- | -------------- | ------ | ------ |
| 2006/07 | AS Trenčín    | Fortuna Liga | 3          | 0          | 0     | 0     | —              | —              | 3      | 0      |
| 2007/08 | AS Trenčín    | Fortuna Liga | 30         | 0          | 2     | 0     | —              | —              | 32     | 0      |
| 2008/09 | AS Trenčín    | 2. Liga      | 26         | 0          | 0     | 0     | —              | —              | 26     | 0      |
| 2009/10 | AS Trenčín    | 2. Liga      | 20         | 1          | 3     | 0     | —              | —              | 23     | 1      |
| 2010/11 | AS Trenčín    | 2. Liga      | 33         | 1          | 3     | 0     | —              | —              | 36     | 1      |
| 2011/12 | AS Trenčín    | Fortuna Liga | 32         | 2          | 2     | 0     | —              | —              | 34     | 2      |
| 2012/13 | AS Trenčín    | Fortuna Liga | 23         | 1          | 2     | 0     | —              | —              | 25     | 1      |
| 2013/14 | AS Trenčín    | Fortuna Liga | 32         | 2          | 0     | 0     | 4              | 0              | 36     | 2      |
| 2014/15 | AS Trenčín    | Fortuna Liga | 28         | 1          | 5     | 0     | 4              | 0              | 37     | 1      |
| 2015/16 | AS Trenčín    | Fortuna Liga | 31         | 0          | 5     | 0     | 1              | 0              | 37     | 0      |
| 2016/17 | AS Trenčín    | Fortuna Liga | 30         | 1          | 4     | 0     | 6              | 0              | 40     | 1      |
| 2017/18 | AS Trenčín    | Fortuna Liga | 30         | 1          | 2     | 0     | 4              | 0              | 36     | 1      |
| 2018/19 | AS Trenčín    | Fortuna Liga | 15         | 1          | 5     | 1     | 1              | 0              | 21     | 2      |
| 2019/20 | AS Trenčín    | Fortuna Liga | 15         | 0          | 2     | 0     | —              | —              | 17     | 0      |
| 2019/20 | 1. FK Příbram | 1. liga      | 6          | 0          | 0     | 0     | —              | —              | 6      | 0      |
| 2020/21 | 1. FK Příbram | 1. liga      | 7          | 0          | 1     | 0     | —              | —              | 8      | 0      |
| 2020/21 | Chojniczanka  | II liga      | 2          | 0          | 0     | 0     | —              | —              | 2      | 0      |
| Totaal  | Totaal        | Totaal       | 363        | 11         | 36    | 1     | 20             | 0              | 419    | 12     |

## Erelijst
| Fortuna Liga    | 2 | 2014/15, 2015/16 |
| Slovenský Pohár | 2 | 2014/15, 2015/16 |